# Biserica de lemn din Buza Cătun
Biserica de lemn din Buza Cătun, comuna Chiochiș, județul Bistrița-Năsăud nu mai există. Biserica era construită la începutul secolului al XVII-lea, având însemnat anul 1601, fiind adusă din localitatea Iuș, în prezent Fântânele din județul Bistrița-Năsăud. Locul de proveniență al bisericii precum și momentul aducerii ei, anul 1897, au fost inscripționate pe o grindă a bisericii. Alte informații despre biserica de lemn din Buza Cătun le obținem din situațiile Episcopiei Greco-Catolice de Cluj-Gherla care precizează ca moment al edificării bisericii anul 1906. La acel moment s-a realizat, probabil, o refacere sau o renovare mai substanțială. Avea hramul Sfinții Arhangheli Mihail și Gavriil. Locuitorii din Făgădauă, așa cum se numea mai demult localitatea au renovat biserica din lemn în anul 1927. Nu se cunoaște exact momentul demolării ei, dar vechea biserică a fost înlocuită de o nouă biserică de zid.